# هينريتش رييس
هينريتش رييس (بالإنجليزية: Heinrich Ries)‏ هو جيولوجي وأستاذ جامعي أمريكي، ولد في 30 أبريل 1871 في بروكلين في الولايات المتحدة، وتوفي في 11 أبريل 1951 في إثاكا في الولايات المتحدة.